# Хохлов, Юрий Михайлович
Ю́рий Миха́йлович Хохло́в (30 ноября 1967, с. Красный Куст, Кирсановкий район, Тамбовская область — 8 июня 2022, с. Рудовка, Пичаевский район, Тамбовская область. Похоронен на кладбище с. Свищёвка, Кирсановского района, Тамбовской области) — предприниматель, общественный деятель, благотворитель.

## Биография
В 1985 г. окончил среднюю школу № 85 г. Кирсанова Тамбовской области. В 1985-92 гг. (с перерывом на военную службу в 1986-88 гг.) учился на историческом факультете Тамбовского государственного педагогического института. Ученик В. Н. Коваля. С 1990 по 1993 гг. депутат Тамбовского городского совета народных депутатов. Входил в комиссию по бюджету и экономике. С июля 2000 г. заместитель, с декабря 2000 г. (получил на выборах 91,3 процента голосов избирателей) по март 2004 г. — глава администрации Кирсановского района Тамбовской области.
Предпринимательской деятельностью начал заниматься в студенческие годы. В 1996—1999 гг. генеральный директор пищевого предприятия «Золотая корона» в Тамбове, возглавлял ТОО «ГСМ — сервис», соучредитель ряда других предприятий.

## Агропромышленный бизнес
С 1999 г. совладелец, в 1999—2000 гг. генеральный директор Кирсановского сахарного завода «Кристалл», на базе которого создал агрохолдинг — Группу Компаний Ассоциация Современного Бизнеса (ГК АСБ). Основные направления — высокотехнологичное растениеводство и переработка сельскохозяйственной продукции. С апреля 2004 г. по июнь 2022 генеральный директор ГК АСБ. С 1999 г. по инициативе Хохлова началось сооружение новых предприятий агрохолдинга: Кирсановского маслозавода (в 2001 г. введен в эксплуатацию подготовительно-прессовый цех, в 2005 вторая очередь: цех рафинации и дезодорации масла), в 2013 г. заработал семенной завод в с. Коростелево Мучкапского района.
Внес вклад в развитие российской сахарной промышленности. В 2007 г. ГК АСБ выкупает в Воронежской области Грибановский сахарный завод, находившийся на грани закрытия, модернизирует предприятие, создает в трёх близлежащих районах свеклозону. Построен новый Кирсановский сахарный завод, ставший самым мощным в России и одним из крупнейших в Европе с суточной производительностью в 20000 тонн свеклы. Это единственный новый сахарный завод, сооружённый за последние пятьдесят лет в бывших социалистических странах Восточной Европы.
В результате бизнес-деятельности Ю. М. Хохлова в АСБ вошли 6 предприятий в сфере агробизнеса и сельскохозяйственной переработки в Воронежской, Тамбовской, Пензенской, Саратовской и Волгоградской областях, Группа Компаний АСБ стала одним из крупнейших земельных собственников России — земельный банк агрохолдинга на 2019 г. составлял 297 тысяч га.
Корпоративный девиз ГК АСБ введенный Хохловым: «Возделывая землю, думаем о России».
Способствовал развитию регионов — Тамбовской и Воронежской областей, оказывал содействие в благоустройстве городов и прилежащих территорий. Предприятия группы осуществляли социальные программы, сотрудничали с региональными образовательными организациями, предоставляя возможность проходить практику и обучение.
Нереализованным остался последний бизнес-проект Ю. М. Хохлова — горнолыжный комплекс «Город солнца» близ с. Вячка Кирсановского района Тамбовской области стоимостью 5 миллиардов рублей.
Погиб у с. Рудовка в Тамбовской области.

## Благотворительность
Оказывал благотворительную финансовую помощь в регионах, где проходила деятельность ГК АСБ, в том числе:
Поддержал проект перевозки из Парижа в Воронежский областной литературный музей в 2015 и 2017 гг. коллекции Бунинских материалов.
В 2021 г. вместе с Т. И. Хохловой выпустил книгу Захаровой Н. А., Крапивина В. В., Крапивина С. В. «Рассказы по истории Кирсановского уезда».
Выступил как инициатор и содействовал историческим исследованиям о Грибановском сахарном заводе, его основателе купце Алексее Петровиче Хренникове (1788—1865) и семье Хренниковых. Часть материалов опубликована в корпоративной газете «ГК АСБ» (2016—2018 гг.), «Воронежской Энциклопедии». 2-е издание. Воронеж, 2024. Окончательный итог исследований выйдет отдельными книжными изданиями.

## Семья
Жена — Хохлова Татьяна Игоревна. Дочь — Алина.

## Память
В 2022 г. имя Ю. М. Хохлова присвоено агрофирме ГК АСБ в Кирсановском районе Тамбовской области.
В ноябре 2022 г. на здании школы № 1 (бывшая школа № 85) г. Кирсанова установлена мемориальная доска, посвященная Ю. М. Хохлову.